# Schedocentrus vicinus
Schedocentrus vicinus är en insektsart som beskrevs av Max Beier 1960. Schedocentrus vicinus ingår i släktet Schedocentrus och familjen vårtbitare. Inga underarter finns listade i Catalogue of Life.